# Оленьи рога (фильм)
«Оленьи рога» (англ. Antlers) — сверхъестественный фильм ужасов 2021 года режиссёра Скотта Купера. Фильм совместного производства США, Канады и Мексики. Кинолента основана на рассказе Ника Антоски «Тихий мальчик», который был опубликован в интернет-журнале Guernica. Главные роли исполнили Кери Расселл, Джесси Племонс и Джереми Т. Томас. Сюжет повестует о школьной учительнице, которая подозревает проблемы в семье своего ученика, не зная, что в его доме живёт злой демон.
Мировая премьера состоялась 11 октября 2021 года на фестивале Beyond Fest. Фильм был выпущен в США 29 октября 2021 года компанией Searchlight Pictures после нескольких переносов из-за пандемии COVID-19. Ранее выход фильма был намечен на 17 апреля 2020 года и 19 февраля 2021 года.

## Сюжет
В маленьком городке Сиспус-Фоллс центральной части Орегона мужчина Фрэнк Уивер руководит химической лабораторией по производству метамфетамина в заброшенной шахте. Пока его маленький сын Эйден ждёт снаружи в грузовике, Фрэнк и его напарник подвергаются нападению невидимого существа. Эйден слышит звуки из шахты и заходит внутрь.
Три недели спустя Лукас, сын Фрэнка и старший брат Эйдена, бродит по городу, собирая сбитые автомобилями тела мелких животных и ставит в лесу ловушки. Учительница Джулия Медоуз беспокоится его странным поведением, пугающими рисунками и пытается сблизиться с проблемным ребёнком. Она начинает подозревать, что Лукас подвергается жестокому обращению, и решает помочь ему, поскольку сама пережила подобное со стороны отца-алкоголика. После недавнего самоубийства отца она вернулась в Сиспус-Фоллс, чтобы быть со своим братом Полом, местным шерифом, перед которым чувствует вину за то, что бросила его в юности. Джулия посещает ветхий дом Лукаса и на пороге слышит странные звуки, но не решается заходить внутрь и уезжает. Она сообщает Полу о Лукасе, но не находит поддержки с его стороны. Тем временем выясняется, что Лукас приносит тела мёртвых животных в дом, где затем кормит ими брата Эйдена и отца Фрэнка, последний из которых находится в гротескной форме и издаёт нечеловеческие звуки.
Джулия показывает директору школы Эллен Бут рисунки Лукаса и убеждает её навестить Уиверов. Между тем бывший шериф Уоррен Стоукс находит в лесу половину тела напарника Фрэнка, что тревожит Пола и его коллегу Дэна Лекроя. Позже в заброшенной шахте обнаруживается другая часть тела вместе с частью рога. Эллен посещает дом Уиверов и замечает комнату, в которой заперты Фрэнк и Эйден. Когда Эллен входит туда, Фрэнк убивает её, после чего из его тела вырастают рога. Затем он сбегает в лес, где убивает напавшего на Лукаса школьного хулигана Клинта. Лукас бежит в свой дом, где обнаруживает пропажу Фрэнка и Эйдена. Узнав об исчезновении Эллен, Джулия посещает дом Уиверов и видит её машину. Полиция прибывает в дом и находит изувеченное тело Эллен вместе с останками Фрэнка в виде обугленной оболочки. Лукаса отправляют в больницу, где Джулии и Полу говорят, что он подвергся насилию. Джулия решает оставить мальчика у себя, несмотря на опасения Пола.
В воспоминаниях выясняется, что переживший нападение Фрэнк возвращается домой, но его состояние начинает стремительно ухудшаться. Он запирается в комнате на чердаке и требует, чтобы Лукас и Эйден ни при каких обстоятельствах не выпускали его. Со временем самочувствие Эйдена, аналогично подвергшегося нападению существа, также ухудшается, и Лукас вынужденно оставляет его с отцом запертым на чердаке.
Пока Лукас выздоравливает в больнице, Джулия и Пол наносят визит к индейцу Уоррену Стоуксу, которому показывают рисунки Лукаса. Уоррен узнаёт в них вендиго — хищного духа-каннибала, который может переходить от одного человека к другому. Существо можно убить только в самом слабом состоянии — во время кормления, остановив его сердце. Тело Клинта обнаруживают в ту ночь с травмами, которые позволяют предположить, что легенда Уоррена о Вендиго реальна. Лукаса выписывают из больницы, и Джулия сообщает ему, что его отец мёртв. Но мальчик говорит, что Фрэнк придёт за ним и отведёт в шахту, где они будут вместе с Эйденом.
Мутировавший Фрэнк с помощью младшего сына заманивает шерифа Дэна в сарай возле дома Джулии, где убивает его, а затем ранит подоспевшего Пола. Услышав шум, Джулия и Лукас прячутся, однако затем последний убегает в шахту. Джулия вместе с Полом следуют за ним. Внутри шахты Джулия находит Лукаса и Эйдена, в то время как ставший вендиго Фрэнк поедает мёртвого медведя. После схватки ей удаётся убить одержимого Фрэнка с помощью Лукаса. Дух вендиго переходит в Эйдена, и Джулия закалывает его, несмотря на протесты Лукаса.
Некоторое время спустя Пол и Джулия обсуждают, как оставить Лукаса с ними на некоторое время, несмотря на опасения, что он также может стать одержимым. Когда Джулия и Лукас уходят, Пол кашляет чёрной желчью, как и Фрэнк после событий в шахте.

## В ролях
- Кери Расселл — Джулия Медоуз
  - Кейтлин Питерсон — молодая Джулия Медоуз
- Джесси Племонс — Пол Медоуз
- Джереми Т. Томас — Лукас Уивер
- Грэм Грин — Уоррен Стоукс
- Скотт Хейз — Фрэнк Уивер
- Рори Кокрейн — Дэн Лекрой
- Эми Мэдиган — Эллен Бут
- Майкл Эклунд — Кенни Гласс
- Коуди Дэвис — Клинт
- Сойер Джонс — Эйден Уивер
- Джейк Т. Робертс — Судмедэксперт

## Производство и премьера
Съёмки планировалось начать в Ванкувере, Британская Колумбия, в четвёртом квартале 2018 года. В августе 2018 года Джесси Племонс присоединился к актёрскому составу фильма. В октябре 2018 года Джереми Т. Томас, Грэм Грин, Эми Мэдиган, Скотт Хейз и Рори Кокрейн присоединились к актёрскому составу.
Съёмочный период начался 1 октября 2018 года и завершился 30 ноября 2018 года.
Премьера фильма состоялась в Лос-Анджелесе 11 октября 2021 года. 4 января 2022 года фильм стал доступен на Blu-Ray и DVD-изданиях .

## Восприятие
На сайте Rotten Tomatoes фильм имеет рейтинг 60 % основанный на 166 отзывах, со средней оценкой 5.9/10. На Metacritic средневзвешенная оценка составляет 57 из 100 на основе 33 рецензий.